# الجنس في التوراة وسائر العهد القديم
كتاب للكاتب والباحث والصحافي وإلاذاعي المصري شفيق مقار نشرت كتاباته في مختلف العواصم العربية، وأذيعت برامجه الإذاعية من القاهرة ولندن.

موضوع الكتاب هو محاولة لاستظهار أبعاد التناقض الجوهري في ديانة أدعي لها السمو الروحاني الأثيري على الحسيات و الجسد بينما أترعت نصوصه بالجنس في أشد أشكاله توقدا .